# Christian Burgess
Christian Burgess (Barking, Inglaterra, 7 de octubre de 1991) es un futbolista británico que juega de defensa en el Royale Union Saint-Gilloise de la Primera División de Bélgica.

## Trayectoria

### Inicios
Comenzó su carrera en la academia del Arsenal F. C. y, tras quedar libre, pasó a jugar en los equipos juvenil y de reservas del Bishop's Stortford F. C., que no pertenece a la liga, antes de decidirse a estudiar historia en la Universidad de Birmingham. Mientras cursaba su segundo año de universidad, consiguió una prueba en el Middlesbrough F. C. a través de un entrenador del primer equipo de la universidad.

### Middlesbrough F. C.
Impresionó en el Boro y firmó un contrato de dos años en julio de 2012. Debutó como profesional el 4 de mayo de 2013 en una derrota por 2-0 a domicilio ante el Sheffield Wednesday F. C.

### Hartlepool United F. C.
Se incorporó al Hartlepool United F. C. en calidad de cedido en agosto de 2013. El contrato de préstamo se prolongó hasta el final de la temporada en diciembre. Marcó su primer gol en el fútbol profesional en la victoria por 5-0 del Hartlepool en un partido del EFL Trophy contra el Bradford City A. F. C. en septiembre de 2013.

### Peterborough United F. C.
El 19 de agosto de 2014, firmó una cesión de un mes al Peterborough United. Completó un solo partido cedido, una derrota en casa por 2-1 ante el Sheffield United F. C., antes de completar un traspaso permanente el 21 de agosto de 2014. Burgess firmó un contrato de cuatro años por una cantidad no revelada.

### Portsmouth F. C.
El 25 de junio de 2015 firmó por el Portsmouth F. C. como parte de la revisión de verano en el club por el nuevo gerente Paul Cook.
Llegó a debutar el 11 de julio de 2015, en un amistoso de pretemporada contra el club local de la Conferencia Sur Havant & Waterlooville F. C.
Durante la temporada 2015-16, en la que el Portsmouth alcanzó las semifinales de los play-offs, disputó 43 partidos en todas las competiciones, siendo compañero en la mayoría de los encuentros de Matthew Clarke o Adam Webster.

#### Temporada 2016-17
Tras una exitosa primera campaña en el Pompey, en la que se consolidó como defensa central titular del club, comenzó la temporada 2016-17 como una de las figuras centrales del equipo. En total, disputó 45 partidos y marcó cuatro goles a lo largo de la temporada, en la que el Portsmouth ganó el título de la EFL League Two. Junto con su compañero de equipo y defensor Enda Stevens, fue nombrado en el equipo del año de la League Two; una recompensa por su participación en el mejor registro defensivo del Portsmouth en la liga.

#### Temporada 2019-20
Fue galardonado con el premio Jugador del Mes de la EFL League One en enero de 2020 y ganó el premio al jugador de la temporada del Portsmouth en el mismo año.

### Royale Union Saint-Gilloise
Rechazó una ampliación de contrato en el Portsmouth y el 7 de julio de 2020 se incorporó al club de la Segunda División de Bélgica, el Royale Union Saint-Gilloise, firmando un contrato de tres años con opción a un año más. Marcó su primer gol con el club en una victoria por 3-1 contra el Club NXT. Al final de la temporada, el RUSG ascendió, lo que supuso la segunda victoria en la liga de la carrera de Burgess. Fue galardonado con un puesto en el Equipo de la Temporada al final de la misma.
El 21 de noviembre de 2021 marcó dos goles con el club en la victoria por 7-1 contra el Oostende.

## Vida personal
Se licenció en Historia a tiempo parcial en la Universidad de Teesside, habiendo estudiado previamente Historia en la Universidad de Birmingham antes de su traslado a Middlesbrough.

## Estadísticas

### Clubes
Actualizado al último partido disputado el 7 de noviembre de 2024.
| Club                                  | Div.          | Temporada     | Liga  | Liga  | Copas nacionales | Copas nacionales | Copas internacionales | Copas internacionales | Total | Total |
| Club                                  | Div.          | Temporada     | Part. | Goles | Part.            | Goles            | Part.                 | Goles                 | Part. | Goles |
| ------------------------------------- | ------------- | ------------- | ----- | ----- | ---------------- | ---------------- | --------------------- | --------------------- | ----- | ----- |
| Middlesbrough F. C. Inglaterra        | 2.ª           | 2012-13       | 1     | 0     | 0                | 0                | ―                     | ―                     | 1     | 0     |
| Middlesbrough F. C. Inglaterra        | Total club    | Total club    | 1     | 0     | 0                | 0                | 0                     | 0                     | 1     | 0     |
| Hartlepool United F. C. Inglaterra    | 4.ª           | 2013-14       | 41    | 0     | 5                | 1                | ―                     | ―                     | 46    | 1     |
| Hartlepool United F. C. Inglaterra    | Total club    | Total club    | 41    | 0     | 5                | 1                | 0                     | 0                     | 46    | 1     |
| Peterborough United F. C. Inglaterra  | 3.ª           | 2014-15       | 30    | 3     | 3                | 2                | ―                     | ―                     | 33    | 5     |
| Peterborough United F. C. Inglaterra  | Total club    | Total club    | 30    | 3     | 3                | 2                | 0                     | 0                     | 33    | 5     |
| Portsmouth F. C. Inglaterra           | 4.ª           | 2015-16       | 39    | 2     | 4                | 0                | ―                     | ―                     | 43    | 2     |
| Portsmouth F. C. Inglaterra           | 4.ª           | 2016-17       | 44    | 4     | 1                | 0                | ―                     | ―                     | 45    | 4     |
| Portsmouth F. C. Inglaterra           | 3.ª           | 2017-18       | 35    | 0     | 4                | 0                | ―                     | ―                     | 39    | 0     |
| Portsmouth F. C. Inglaterra           | 3.ª           | 2018-19       | 27    | 1     | 11               | 1                | ―                     | ―                     | 38    | 2     |
| Portsmouth F. C. Inglaterra           | 3.ª           | 2019-20       | 34    | 3     | 11               | 1                | ―                     | ―                     | 45    | 4     |
| Portsmouth F. C. Inglaterra           | Total club    | Total club    | 179   | 10    | 31               | 2                | 0                     | 0                     | 210   | 12    |
| Royale Union Saint-Gilloise · Bélgica | 2.ª           | 2020-21       | 27    | 2     | 3                | 0                | ―                     | ―                     | 30    | 2     |
| Royale Union Saint-Gilloise · Bélgica | 1.ª           | 2021-22       | 34    | 4     | 2                | 1                | ―                     | ―                     | 36    | 5     |
| Royale Union Saint-Gilloise · Bélgica | 1.ª           | 2022-23       | 37    | 5     | 4                | 0                | 11                    | 1                     | 52    | 6     |
| Royale Union Saint-Gilloise · Bélgica | 1.ª           | 2023-24       | 37    | 1     | 4                | 0                | 11                    | 1                     | 52    | 2     |
| Royale Union Saint-Gilloise · Bélgica | 1.ª           | 2024-25       | 6     | 0     | 1                | 0                | 4                     | 0                     | 11    | 0     |
| Royale Union Saint-Gilloise · Bélgica | Total club    | Total club    | 141   | 12    | 14               | 1                | 27                    | 2                     | 182   | 15    |
| Total carrera                         | Total carrera | Total carrera | 392   | 25    | 53               | 6                | 27                    | 2                     | 472   | 33    |

## Palmarés

### Títulos nacionales
| Título                         | Club                 | País       | Año     |
| ------------------------------ | -------------------- | ---------- | ------- |
| EFL League Two                 | Portsmouth F. C.     | Inglaterra | 2016-17 |
| English Football League Trophy | Portsmouth F. C.     | Inglaterra | 2018-19 |
| Segunda División de Bélgica    | Union Saint-Gilloise | Bélgica    | 2020-21 |
| Copa de Bélgica                | Union Saint-Gilloise | Bélgica    | 2023-24 |
| Supercopa de Bélgica           | Union Saint-Gilloise | Bélgica    | 2024    |
| Primera División de Bélgica    | Union Saint-Gilloise | Bélgica    | 2024-25 |

### Distinciones individuales
| Distinción                                                 | Año     |
| ---------------------------------------------------------- | ------- |
| Equipo del año de la PFA                                   | 2016-17 |
| Trofeo de la Liga de Fútbol, Jugador de la Ronda (febrero) | 2019    |
| Jugador del mes de la PFA EFL League One (enero)           | 2020    |
| Jugador de la temporada del Portsmouth F. C.               | 2019-20 |
| Equipo de la Segunda División de Bélgica de la temporada   | 2020-21 |